# Valdis Muižnieks
Valdis Muižnieks (Riga, 22 febbraio 1935 – 29 novembre 2013) è stato un cestista sovietico.

## Carriera
Con l'Unione Sovietica ha disputato tre edizioni dei Giochi olimpici (Melbourne 1956, Roma 1960, Tokyo 1964), i Campionati mondiali del 1959 e tre edizioni dei Campionati europei (1957, 1959, 1961).

## Palmarès
- Campionato sovietico: 2

ASK Riga: 1957, 1958
- Coppa dei Campioni: 3

ASK Riga: 1958, 1958-59, 1959-60